# 750

750(칠백오십)은 749보다 크고 751보다 작은 자연수다.

## 수학
- 합성수로, 그 약수는 총 16개다. (1, 2, 3, 5, 6, 10, 15, 25, 30, 50, 75, 125, 150, 250, 375, 750)
  - 750의 진약수의 합은 1122이므로, 750은 과잉수다.
- 63번째 불가촉수다. 앞의 불가촉수는 748, 다음은 756이다.
- {\displaystyle 750={\frac {3}{4}}\times 10^{3}}
- {\displaystyle 750=5^{2}+14^{2}+23^{2}}
  - 공차가 9인 세 자연수의 제곱합으로 나타낼 수 있는 수다. 이 성질을 지닌 앞의 수는 669, 다음 수는 837이다.
- {\displaystyle 750=5^{2}+10^{2}+15^{2}+20^{2}}
  - 공차가 5인 네 자연수의 제곱합으로 나타낼 수 있는 수다. 이 성질을 지닌 앞의 수는 654, 다음 수는 854다.
  - 연속하는 네 개의 {\displaystyle 5n}({\displaystyle n}은 자연수)의 제곱합으로 나타낼 수 있는 가장 작은 수다. 이 성질을 지닌 다음 수는 1350이다.
- {\displaystyle 7^{20}-1}은 750으로 나누어떨어진다.

## 과학
- NGC 750(영어판): 삼각형자리 방향에 있는 타원은하.

## 교통

### 철도
- 서울 지하철 7호선 온수역의 역번호.

### 도로
- 오토루트 750호선(프랑스어판): 클레몽레호(프랑스어판)에서 생조르주도르(프랑스어판)까지 이어지는 프랑스의 고속도로.
- 현도 제750호선

## 군사
- 750 해군 항공대(영어판): 영국의 해군 항공대.
- U-750(영어판): 제2차 세계 대전에 사용된 나치 독일의 군용 잠수함.

## 문화유산
- 대한민국의 보물 제750호: 원주 거돈사지 삼층석탑

## 기타
- 연도: 750년, 기원전 750년
- 750년대
- 한국십진분류법에서 독일어에 관한 책들이 분류되는 번호.
- 750 모터 클럽(영어판): 영국의 자동차 경주 관련 단체.
- 750 세븐스 애비뉴(영어판): 미국 뉴욕주 미드타운맨해튼에 있는 사무용 건물.